# Moluchacris nigripes
Moluchacris nigripes är en insektsart som beskrevs av Cigliano 1989. Moluchacris nigripes ingår i släktet Moluchacris och familjen Tristiridae. Inga underarter finns listade i Catalogue of Life.